# Barhi
Barhi là một census town ở quận Hazaribagh ở bang Jharkhand, Ấn Độ. Thị trấn này nằm ở giao lộ của NH 2 (Grand Trunk Road) và NH 33. . Tất cả các tuyến xe buýt chính trên tuyến Ranchi-Patna, Ranchi-Gaya, Dhanbad-Patna and Dhanbad-Gaya chạy qua Barhi. Đập Tilayia của DVC và Vườn quốc gia Hazaribagh nằm gần Barhi.

## Địa lý
Barhi tọa lạc tại tọa độ 24°18′B 85°25′Đ / 24,3°B 85,42°Đ. It has an average elevation of 374 mét (1227 foot). Sông Barakar nằm cách Barhi 2 dặm.

## Cơ cấu dân số
Theo cuộc điều tra dân số năm 2001 ở Ấn Độ,India Barhi có dân số 9933 người. Nam giới chiếm 53% và nữ giới chiếm 47% dân số. Barhi có tỷ lệ biết chữ bình quân 60%, cao hơn mức trung bình quốc gia 59,5%; với 62% đàn ông và 38% phụ nữ biết chữ. 18% dân số dưới 6 tuổi.